# Dame de Galera
La Dame de Galera est une figurine féminine ubérale en albâtre du VIIe siècle av. J.-C. qui représente sans doute la déesse proche-orientale Astarté et exposée au Musée archéologique national de Madrid.

## Origine et description
La figurine fut trouvée à Galera, cité espagnole anciennement appelée Tutugi, dans la province de Grenade. 
À proximité, à Cerro del Real, se trouve la nécropole ibérique de Tutugi, un site archéologique important avec divers types de sépultures. 
Le type de tombe le plus fréquent consiste en une chambre rectangulaire couverte par une butte circulaire, à laquelle elle est reliée par un long corridor. Dans ces tombes furent trouvés des vases, ornements, armes, mobilier et figures d'argile et d'albâtre grecs et ibériques, datés entre le VIe et le IIIe siècle av. J.-C.
La Dame de Galera est probablement une œuvre phénicienne. Elle est assise entre deux sphinges et porte une assiette de liquide  qui coule depuis deux orifices dans ses seins. Sa chevelure et son costume dénotent des influences égyptiennes, mais la forme robuste ressemble également aux statues mésopotamiennes. Elle a dû être utilisée durant plusieurs générations comme un objet sacré avant d'être ensevelie comme objet funéraire.